# 離格
離格（英語: delative case, DEL）は、ハンガリー語の格のひとつである。本来は何かの表面を起点とする動きを表すものであるが（例：「テーブルから(離れて)」）、他にもいくつか意味も持ち（「人々について」）、原義に関係するものもある（「郵便局から」）。
ある表面（テーブルなど）から離れる物理的な動きのほか、ハンガリー語では、ある都市や場所からの動きの起点を表すのに離格が用いられる場合がある。ある物がある場所から来ている（出自）・来ている最中であることを表すとき、その場所の名前は離格をとる。
一般に、ハンガリーおよびハンガリーのほとんどの都市は離格をとる（外国の都市と一部のハンガリーの都市はこの文脈で出格を取る）。
Budapestről jöttem.
私はブダペストから来ました。

Jön a vonat Magyarországról.
ハンガリー（Magyarország）からの電車が来ている（ところだ）。
ハンガリー語と同じ意味（出自、動作の起点）で、フィンランド語では副詞的な格としていくつかの単語に離格が用いられることがある。
例
- täältä - ここから
- tuolta - あそこから
- sieltä - そこから
- muualta - 他の所から
- toisaalta - 他の所から、一方
- yhtäältä - 一つの場所から